# Gröbensbruch
Gröbensbruch war ein Ort im Kreis Preußisch Eylau in Ostpreußen. Seine Ortsstelle befindet sich heute im Munizipalkreis Rajon Bagrationowsk (Stadtkreis Preußisch Eylau) in der Oblast Kaliningrad (Gebiet Königsberg (Preußen)) in Russland.

## Geographische Lage
Die Ortsstelle von Gröbensbruch liegt im südlichen Westen der Oblast Kaliningrad, 24 Kilometer nördlich der früheren Kreis- und heutigen Rajonshauptstadt Preußisch Eylau (russisch Bagrationowsk).

## Geschichte
Groebensbruch wurde 1767 gegründet. Die Namensschreibweise änderte sich nach 1820 in Graebensbruch, nach 1876 in Gräbensbruch und erst nach 1898 in Gröbensbruch. Es handelte sich bei dem kleinen Ort um eine Privat-Försterei, die dem Staatsforst Preußisch Eylau zugeordnet war. Bis 1928 war das Waldhaus Gröbensbruch ein Ortsteil des Gutsbezirks Ernsthof (russisch Krasnopartisanskoje, seit 1993 Wladimirowo) im ostpreußischen Kreis Preußisch Eylau und wurde 1905 von zwei Einwohnern bewohnt.
Am 30. September 1928 schlossen sich der Gutsbezirk Ernsthof und die Landgemeinde Tharau (russisch: Wladimirowo) zur neuen Landgemeinde Tharau zusammen, deren Ortschaft Gröbensbruch auf diese Weise nun mit sogar drei Einwohnern wurde.
Als 1945 in Kriegsfolge Gröbensbruch mit dem gesamten nördlichen Ostpreußen an die Sowjetunion fiel, verlor sich seine Spur Gröbensbruchs. Der Ort gilt heute als untergegangen. Seine Ortsstelle liegt im Rajon Bagrationowsk (Stadtkreis Preußisch Eylau) in der russischen Oblast Kaliningrad (Gebiet Königsberg (Preußen)).

## Religion
Gröbensbruch war bis 1945 in das Kirchspiel der evangelischen Kirche Tharau (russisch Wladimirowo) in der Kirchenprovinz Ostpreußen der Kirche der Altpreußischen Union eingepfarrt.

## Verkehr
Die nicht mehr auffindbare Ortsstelle von Gröbensbruch könnte von Wladimirowo (Tharau und Ernsthof) aus zu erreichen sein.